# BMW E1
BMW E1 est la désignation de deux prototypes de véhicules électriques de BMW de 1991 et 1993.

## Première génération

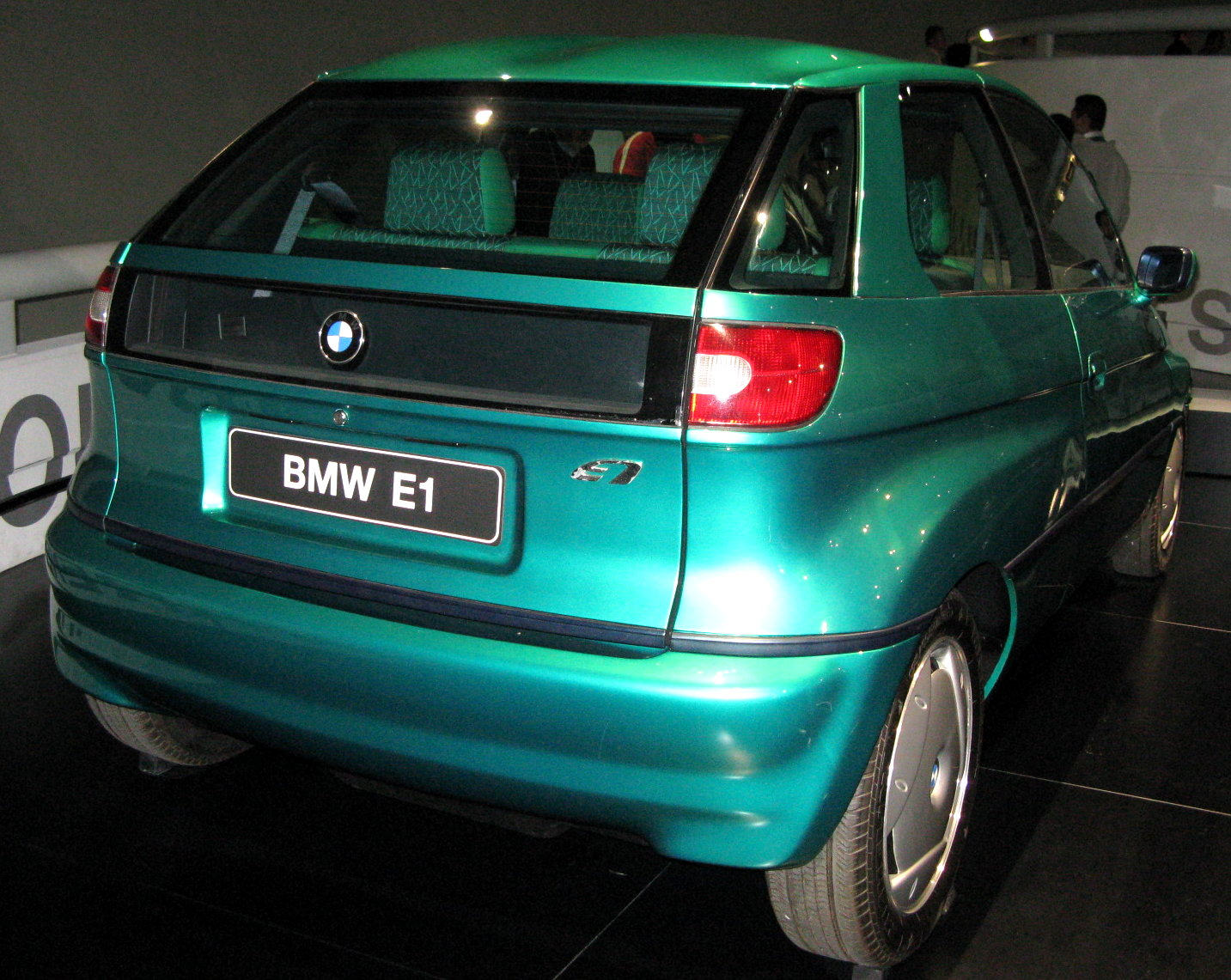
BMW E1, 2e génération (Z15, 1993), vue arrière.

L’E1 d’origine a été présentée par BMW en 1991 au Salon de l'automobile de Francfort. La BMW E1 (code interne Z11) était une 2+2 places qui ne mesurait que 3,46 m de long mais 1,65 m de large, presque aussi large qu’une BMW Série 3 contemporaine. Le langage de conception des modèles BMW de l’époque, comme les doubles phares vitrés à l’avant, a été adopté.
La particularité de ce modèle était qu’il s’agissait d’un véhicule purement électrique. Le moteur, monté directement au-dessus de l’essieu arrière, avait une puissance de 32 kW et, comme d’habitude chez BMW, transmettait sa puissance aux roues arrière. La vitesse maximale était de 120 km/h, l’accélération de 0 à 50 km/h prenait 6 secondes et l’accélération de 0 à 80 km/h prenait 18 secondes. L’empattement était de 232 centimètres, le rayon de braquage était inférieur à neuf mètres. La batterie sodium-soufre de 200 kilogrammes avec 120 volts et 20 kWh fournissait de l’énergie pour une autonomie d’environ 200 km dans des circonstances favorables avant que la BMW E1 ne doive être rebranchée pendant 6 à 8 heures (avec le câble de recharge qui se trouve derrière l’un des haricots). Le véhicule disposait d’une récupération au freinage (freinage régénératif) à l’aide duquel la batterie de traction pouvait être rechargée par l’énergie du freinage. Les freins à tambour intégrés aux jantes étaient exceptionnels pour l’époque. Ce premier prototype a été victime d’un incendie.

## Deuxième génération
La nouvelle BMW E1 (code d’usine Z15) a fait ses débuts du 9 au 19 septembre 1993 lors du Salon de l'automobile de Francfort. Elle a été conçue pour n'émettre aucune émission en ville et des émissions extrêmement faibles à la campagne. Les spécifications stipulaient que toutes les variantes de l’E1 devaient répondre à des exigences de conduite de performances, avoir une autonomie acceptable, une manipulation simple, un degré élevé de sécurité active et passive et un faible poids.
À partir de l’étude originale E1 Z13, les employés de BMW Technik GmbH ont développé une berline deux portes et quatre places de 3,70 mètres de long et donc maniable, qui - selon l’application - peut être équipée d’un moteur à entraînement électrique, d’un moteur à combustion ou les deux. Le cadre de toutes les variantes, qui sont en grande partie identiques à l’extérieur, se compose d’un cadre en aluminium calculé par ordinateur utilisant la technologie dite space frame, tandis que la carrosserie extérieure est en grande partie constituée de plastique recyclable et de certaines pièces en aluminium,.

### Variante à moteur à combustion
Comme pour la BMW Z13, un moteur de 1,1 litre de la gamme de motos BMW K sert d’unité d’entraînement. Le moteur quatre cylindres en ligne, réduit à 60 kW (82 ch) et donc optimisé en couple pour le fonctionnement automobile, est situé à l’avant du véhicule et entraîne les roues avant. Avec un poids d’environ 800 kg seulement, l’E1 à moteur essence atteint les 100 km/h en 11,5 secondes. La vitesse de pointe est de 180 km/h, la consommation moyenne est donnée entre 5 et 6 l aux 100 km.

### Variante électrique
L’E1 électrique pèse environ 100 kilogrammes de plus que la version à moteur thermique. La lourde batterie de 200 kg d’AEG au chlorure de sodium et de nickel à haute température a une capacité de 19 kWh et elle est logée sous la banquette arrière. Elle alimente le moteur électrique ABB Unique perfectionné placé au-dessus de l’essieu arrière, qui a une puissance de 32 kW (45 ch) et un couple maximal de 150 Nm. Selon le style de conduite, l’autonomie peut atteindre 265 kilomètres. Cette E1 accélère à la vitesse urbaine en moins de six secondes et atteint 80 km/h en 12,7 secondes. Sa vitesse de pointe est de 125 km/h,.

### Variante hybride
La variante hybride possède les deux sources d’entraînement qui, selon l’application, peuvent être commutées indépendamment l’une de l’autre. La batterie pouvait ici être plus petite, l’espace gagné étant occupé par un réservoir de carburant de 40 litres. Les performances de conduite correspondent approximativement à celles mentionnées ci-dessus, cependant, l’E1 hybride, avec 930 kg, est 30 kg plus lourde que la version électrique.
Cela laisse le choix à l’utilisateur d’E1 : si le véhicule est majoritairement ou exclusivement utilisé pour du trafic de courte distance (voire là où le trafic zéro émission sera obligatoire un jour), l’E1 purement électrique est le choix préféré. Si l’essentiel est d’aller vite avec une consommation classique, la variante avec un moteur thermique est un avantage. Et le véhicule hybride est idéal pour les « opérations mixtes ».
Incidemment, les deux générations de la BMW E1 diffèrent non seulement techniquement, mais aussi visuellement. La BMW E1 de première génération (les photos de presse montrent souvent la voiture en livrée rouge avec le numéro d’immatriculation M-DA 8375) diffère de la BMW E1 de deuxième génération — les photos de presse montrent la voiture en livrée verte (numéro d’immatriculation M-JE 9483) ou en livrée rouge (numéro d’immatriculation M-JE 9482) — notamment en raison d’une bande de pare-chocs périphérique plus étroite, de sièges différents, d’un tableau de bord différent et d’une partie arrière de conception différente. De plus, le pli Hofmeister est conçu différemment sur le montant C. La BMW E1 de deuxième génération possède également des élargisseurs d’ailes au-dessus des roues sous la forme de bourrelets prononcés, ce que ne possède pas l’E1 de première génération.

## Étude de conception BMW E2
BMW a présenté l’étude BMW E2 basée sur l’E1 du 2 au 12 janvier 1992 au Salon de l'automobile de Los Angeles, aux États-Unis. La principale différence entre l’étude BMW E2 et l’E1 développée pour le trafic urbain d’Europe était que ses dimensions et des performances étaient adaptées aux conditions de circulation des États-Unis. Les stylistes de Designworks ont d’abord été invités à utiliser un modèle pour montrer à quoi pourrait ressembler un tel véhicule. Le résultat était un véhicule quatre places qui, lorsqu’il est entièrement équipé, pèse 1000 kg et pèse environ 100 kg de plus que l’E1, mais avec la même longueur de 3,82 mètres, il est 36 centimètres plus large et cinq centimètres plus bas que ne l’était le modèle d’origine.
Les chiffres suivants étaient destinés à l’E2 avec le moteur d’environ 32 kW (45 ch) : accélération de 0 à 50 km/h en 6,5 secondes, accélération de 0 à 80 km/h en 15,6 secondes, vitesse de pointe de 120 km/h.